# Portage la Prairie (ancienne circonscription fédérale)
Portage la Prairie fut une circonscription électorale fédérale du Manitoba, au Canada, représentée de 1904 à 1949.
La circonscription de Portage la Prairie a été créée en 1903 d'une partie de Macdonald. Abolie en 1947, elle fut redistribuée parmi Norquay, Portage—Neepawa et Selkirk.

## Députés
1. 1904-1908 — John Crawford, PLC
2. 1908-1921 — Arthur Meighen, CON
3. 1921-1925 — Harry Leader, PPC
4. 1925-1926 — Arthur Meighen, CON (2)
5. 1926-1930 — Ewen Alexander McPherson, PLC
6. 1930-1935 — William Herbert Burns, CON
7. 1935-1946 — Harry Leader, PLC
8. 1946-1949 — Calvert Charlton Miller, PC

- CON = Parti conservateur du Canada (ancien)
- PC = Parti progressiste-conservateur
- PLC = Parti libéral du Canada
- PPC = Parti progressiste du Canada